# Giro de Münsterland 2021
La 15.ª edición de la clásica ciclista Giro de Münsterland fue una carrera en Alemania que se celebró el 3 de octubre de 2021 sobre un recorrido de 188,5 kilómetros con inicio en la ciudad de Enschede y final en la ciudad de Münster.
La carrera forma parte del UCI ProSeries 2021, dentro de la categoría 1.Pro. El vencedor fue el británico Mark Cavendish del Deceuninck-Quick Step seguido del francés Alexis Renard del Israel Start-Up Nation y el danés Morten Hulgaard del Uno-X Pro Cycling Team.

## Equipos participantes
Tomaron parte en la carrera 17 equipos: 5 de categoría UCI WorldTeam, 4 de categoría UCI ProTeam, 7 de categoría Continental y el equipo nacional alemán. Formaron así un pelotón de 114 ciclistas de los que acabaron 71. Los equipos participantes fueron:
| WorldTeams (5)- Deceuninck-Quick Step - Bora-Hansgrohe - Intermarché-Wanty-Gobert Matériaux - Israel Start-Up Nation - Team DSM ProTeams (4)- Alpecin-Fenix - Gazprom-RusVelo - Sport Vlaanderen-Baloise - Uno-X Pro Cycling Team Equipos continentales (7)- Bike Aid - Dauner-AKKON - Lotto-Kern-Haus - Team SKS Sauerland NRW - À Bloc CT - Leopard - VolkerWessels Cycling Team Equipo nacional- Alemania |
| |

## Clasificación final
- La clasificación finalizó de la siguiente forma:[3]

| \| Clasificación general \| Clasificación general \| Clasificación general \| Clasificación general \| Clasificación general \| \| Ciclista \| Ciclista \| Equipo \| Tiempo \| \| \| --------------------- \| --------------------- \| ------------------------ \| --------------------- \| --------------------- \| \| 1.º \| Mark Cavendish \| Deceuninck-Quick Step \| 4 h 11 min 53 s \| \| \| 2.º \| Alexis Renard \| Israel Start-Up Nation \| + 1 s \| \| \| 3.º \| Morten Hulgaard \| Uno-X Pro Cycling Team \| + 2 s \| \| \| 4.º \| Josef Černý \| Deceuninck-Quick Step \| + 6 s \| \| \| 5.º \| Niklas Märkl \| Team DSM \| + 9 s \| \| \| 6.º \| Rune Herregodts \| Sport Vlaanderen-Baloise \| + 12 s \| \| \| 7.º \| Adriaan Janssen \| À Bloc CT \| + 12 s \| \| \| 8.º \| Álvaro Hodeg \| Deceuninck-Quick Step \| + 58 s \| \| \| 9.º \| Pascal Ackermann \| Bora-Hansgrohe \| + 1 min 21 s \| \| \| 10.º \| André Greipel \| Israel Start-Up Nation \| + 1 min 33 s \| \| |                  |                          |                 |
| |                  |                          |                 |
| Fuente: ProCyclingStats |                  |                          |                 |
| Clasificación general |                  |                          |                 |
| Ciclista | Ciclista         | Equipo                   | Tiempo          |
| 1.º | Mark Cavendish   | Deceuninck-Quick Step    | 4 h 11 min 53 s |
| 2.º | Alexis Renard    | Israel Start-Up Nation   | + 1 s           |
| 3.º | Morten Hulgaard  | Uno-X Pro Cycling Team   | + 2 s           |
| 4.º | Josef Černý      | Deceuninck-Quick Step    | + 6 s           |
| 5.º | Niklas Märkl     | Team DSM                 | + 9 s           |
| 6.º | Rune Herregodts  | Sport Vlaanderen-Baloise | + 12 s          |
| 7.º | Adriaan Janssen  | À Bloc CT                | + 12 s          |
| 8.º | Álvaro Hodeg     | Deceuninck-Quick Step    | + 58 s          |
| 9.º | Pascal Ackermann | Bora-Hansgrohe           | + 1 min 21 s    |
| 10.º | André Greipel    | Israel Start-Up Nation   | + 1 min 33 s    |

## UCI World Ranking
El Giro de Münsterland otorgó puntos para el UCI World Ranking para corredores de los equipos en las categorías UCI WorldTeam, UCI ProTeam y Continental. Las siguientes tablas muestran el baremo de puntuación y los 10 corredores que obtuvieron más puntos:
| Posición              | 1.º | 2.º | 3.º | 4.º | 5.º | 6.º | 7.º | 8.º | 9.º | 10.º | 11.º | 12.º | 13.º | 14.º | 15.º | 16.º-30.º | 31.º-40.º |
| Clasificación general | 200 | 150 | 125 | 100 | 85  | 70  | 60  | 50  | 40  | 35   | 30   | 25   | 20   | 15   | 10   | 5         | 3         |

| Clasificación |                  |                          |         |
| Posición      | Ciclista         | Equipo                   | General |
| ------------- | ---------------- | ------------------------ | ------- |
| 1.º           | Mark Cavendish   | Deceuninck-Quick Step    | 200     |
| 2.º           | Alexis Renard    | Israel Start-Up Nation   | 150     |
| 3.º           | Morten Hulgaard  | Uno-X                    | 125     |
| 4.º           | Josef Černý      | Deceuninck-Quick Step    | 100     |
| 5.º           | Niklas Märkl     | DSM                      | 85      |
| 6.º           | Rune Herregodts  | Sport Vlaanderen-Baloise | 70      |
| 7.º           | Adriaan Janssen  | À Bloc CT                | 60      |
| 8.º           | Álvaro Hodeg     | Deceuninck-Quick Step    | 50      |
| 9.º           | Pascal Ackermann | Bora-Hansgrohe           | 40      |
| 10.º          | André Greipel    | Israel Start-Up Nation   | 35      |